# Jordaaniella
Jordaaniella é um género botânico pertencente à família Aizoaceae.